# جورج هيلتون (سياسي)
جورج هيلتون هو سياسي برازيلي، ولد في 11 يونيو 1971 في Alagoinhas ‏ في البرازيل. نشط حزبياً في الحزب الاشتراكي البرازيلي.

## مناصب
- انتخب عضو مجلس النواب البرازيلي [الإنجليزية]‏ خلال فترته النيابية [الإنجليزية]‏.
- انتخب عضو مجلس النواب البرازيلي [الإنجليزية]‏ خلال فترته النيابية [الإنجليزية]‏.
- انتخب عضو مجلس النواب البرازيلي [الإنجليزية]‏ خلال فترته النيابية [الإنجليزية]‏.
- انتخب وزير الرياضة ‏ (2015 – 30 مارس 2016).
- انتخب federal deputy of Minas Gerais ‏.